# Петар Пустињак
Петар Пустињак или Петар Амијенски (лат. Petrus Heremita, Petrus Ambianensis; око 1050 — 8. јул 1115) био је француски свештеник и једна од најважнијих личности Првог крсташког рата. Уз папиног легата Адемара био је главни духовни вођа похода. Учинио је на пропаганди више од било кога, укључујући и папу Урбана. Стога се слободно може рећи да крсташки рат није њему донео популарност, већ је управо обрнуто, његово залагање донело крсташком рату популарност. 

## Лик
Петар Пустињак је организовао једну од пет група ратника-ходочасника и био главни организатор и вођа Сељачког крсташког рата. О њему се мало зна. Неки кажу да је био у Јерусалиму. Умео је да ствара утисак, тако да је међу масама неуког народа завладало уверење да је он так по чијој се идеји остварује Први крсташки рат. Све су то подгрејавале приче да је Петар имао визију у којој му је Исус Христос дао писмо намењено папи Урбану где му наређује да започне рат. То писмо је Петар наводно предао папи, а ипак му то није сметало да у својим проповедима говори о њему и да показује хистеричној светини некакво писмо које је наводно Христово. 
Његов физички лик никако није могао наговестити да је послат од Бога. Био је мали, мршав, обучен у отрцана одела и упамћен по томе што је јахао на малом магарцу који је заједно са њим ушао у легенду. Ипак, највише чуди она хистерија која га је пратила док је путовао кроз Немачку. Тамо га нико није разумео јер Петар није знао немачки језик, а ипак су сви падали у транс и хистерију.

## Сељачки крсташки рат
У марту 1096. године Петар Пустињак је успео да прикупи војску од 10.000 војника, како пешака, тако и коњаника, коју је пратила огромна гомила обичног народа. То су људи који су били нестрпљиви да крену у крсташки поход занемарујући папин савет да се са кретањем на ходочашће не започиње пре јесење летине. Његова армија је била једна од пет армија које су 1096. године кренуле ка Цариграду. Остале армије предводили су: Валтер без Земље, Емих од Лајнингена, немачки свештеник Готчалк и Фолкмарк. 
Пут до Цариграда праћен је пљачкањем локалног становништва од стране недисциплинованих крсташа. Византијски цар Алексије једва је дочекао да их пребаци преко Босфора. Тамо су крсташи страховито поражени од стране турског султана Килиџа Арслана у опсади Херигордона и у бици код Киветота. Тиме је поход завршен. 

## Учешће у првом крсташком рату
Петар Пустињак је учествовао и у Првом крсташком рату. После пропасти сопственог крсташког похода, придружио се армији Готфрида Бујонског, војводе Доње Лорене, који је био један од најистакнутијих вођа Првог крсташког рата. Петар је учествовао у свим важнијим биткама Првог крсташког рата (Никеја, Дорилеја, Антиохија), а током опсаде Јерусалима одиграо је значајну улогу у подизању морала посусталих крсташа. Након крсташког освајања Јерусалима напустио је Свету земљу. 